# Lose Yourself to Dance
Lose Yourself to Dance è un singolo del gruppo musicale francese Daft Punk, pubblicato il 30 agosto 2013 come secondo estratto dal quarto album in studio Random Access Memories.
Al brano hanno collaborato il cantante Pharrell Williams e il chitarrista Nile Rodgers, i quali avevano partecipato anche al singolo precedente.

## Descrizione
Lose Yourself to Dance è un brano disco e funk composto in chiave di Si bemolle minore con un tempo di 100 battiti per minuto. Thomas Bangalter e Guy-Manuel de Homem-Christo hanno espresso che il brano è il risultato del desiderio di creare musica dance con batteria reale. In particolare, Bangalter ha elaborato che desideravano ridefinire la musica dance come «qualcosa di più leggero», e che il brano ha la scopo di evocare il senso di essere unificati e collegati sulla pista da ballo.
La voce principale in Lose Yourself to Dance è quella di Pharrell Williams, il quale ha affermato che il brano «mi fa sentire come se stessi passeggiando nel bel mezzo della notte a Londra ed è il 1984 o il 1985. Non mi sembra di avvertire gli anni settanta». Le voci aggiuntive sono state eseguite dai Daft Punk mediante l'utilizzo di un vocoder, mentre le parti strumentali sono state eseguite da Nile Rodgers alla chitarra, Nathan East al basso e John "J.R." Robinson alla batteria.

## Video musicale
In un'intervista, Rodgers ha affermato che erano state filmate alcune scene per il video di Lose Yourself to Dance nello stesso periodo in cui il video di Get Lucky era stato filmato. In occasione degli MTV Video Music Awards 2013, è stato presentato in anteprima il trailer del videoclip di Lose Yourself to Dance, il quale mostra i Daft Punk, Rodgers e Williams.
Il videoclip è stato infine pubblicato sul canale Vevo dei Daft Punk il 16 settembre. Prodotto da Daft Arts, esso è stato diretto dai Daft Punk stessi con Warren Fu, Paul Hahn e Cédric Hervet.

## Tracce
Testi e musiche di Thomas Bangalter, Guy-Manuel de Homem-Christo, Nile Rodgers e Pharrell Williams.
Download digitale, CD promozionale (Giappone, Paesi Bassi)
1. Lose Yourself to Dance (Radio Edit w/ Fade) – 4:09

CD promozionale (Francia) – 1ª versione
1. Lose Yourself to Dance (Radio Edit) – 4:09
2. Lose Yourself to Dance (Radio Edit with Extended Fade) – 4:09

CD promozionale (Francia) – 2ª versione
1. Lose Yourself to Dance (Album Version) – 5:53
2. Lose Yourself to Dance (Radio Edit) – 4:09
3. Lose Yourself to Dance (Radio Edit with Extended Fade) – 4:09

CD promozionale (Regno Unito)
1. Lose Yourself to Dance (Radio Edit) – 4:09
2. Lose Yourself to Dance (Album Version) – 5:53

## Formazione
Musicisti
- Daft Punk – voce
- Pharrell Williams – voce
- Nile Rodgers – chitarra
- Nathan East – basso
- John "JR" Robinson – batteria

Produzione
- Thomas Bangalter – produzione
- Guy-Manuel de Homem-Christo – produzione
- Peter Franco – registrazione, assistenza missaggio
- Mick Guzauski – registrazione, missaggio
- Florian Lagatta – registrazione
- Daniel Lerner – ingegneria audio digitale
- Seth Waldmann – assistenza missaggio, assistenza registrazione
- Cory Brice – assistenza registrazione
- Nicolas Essig – assistenza registrazione
- Eric Eylands – assistenza registrazione
- Derek Karlquist – assistenza registrazione
- Miguel Lara – assistenza registrazione
- Mike Larson – assistenza registrazione
- Kevin Mills – assistenza registrazione
- Charlie Pakkari – assistenza registrazione
- Bill Rahko – assistenza registrazione
- Kyle Stevens – assistenza registrazione
- Doug Tyo – assistenza registrazione
- Eric Weaver – assistenza registrazione
- Alana Da Fonseca – registrazione aggiuntiva
- Phil Joly – registrazione aggiuntiva
- Bob Ludwig – mastering

## Classifiche
| Classifica (2013)              | Posizione massima |
| ------------------------------ | ----------------- |
| Belgio (Fiandre)               | 32                |
| Belgio (Vallonia)              | 38                |
| Francia                        | 31                |
| Irlanda                        | 62                |
| Italia                         | 17                |
| Regno Unito                    | 49                |
| Stati Uniti (dance/electronic) | 10                |
| Svezia                         | 42                |
| Svizzera                       | 59                |